# Шарові виробки
Виробки шарові (рос. выработки слоевые, англ. bedin workings, нім. Schichtensort n pl) — виробки, що проведені, як правило, по корисній копалині та служать транспортними і вентиляційними шляхами для підготовчих і очисних вибоїв тільки одного шару, пласта або покладу. В.ш. проводять із залишенням стелини або на всю висоту шару.